# 袁文傑
アンドリュー・ユン（英語: Andrew Yuen、中国名袁 文傑、Yuen Man Kit、1969年1月28日 - ）は、香港生まれの男優、司会者、モデルである。香港出身。身長188cm、体重82kg。

## 来歴
湾仔・銅鑼湾に成長し、湾仔の香港鄧鏡波書院（HKTKPC）を卒業した。
1990年（21歳）には、TVBに参加したテレビ番組制作のプロフェッショナルトレーニングセンターTVBアーティストが第四期芸人トレーニングクラス（および古巨基は同じ期間に）、彼は1991年（22歳）に卒業正式に署名されていない後にTVB [テレビは限定ブロードキャスト]。
1993年（24歳）、第2回ポリグラムカラオケモデルコンペティションに出席するために優勝を獲得した。
1995年（26歳）、彼は直列に主演に加えて、契約書に署名した後、ATV公式になった男性アーティストに参加し、情報番組を主催し、また、ドラマの主題歌歌手やエピソードを試みるがあります。近年ではより多くの儀式のコミュニティ開発マスターに、いくつかの大規模な包括的なプログラムのホストを開催し、向かったニッチを喧伝し、最初の行の男性アーティストとなります。
2009年（40歳）には、インターネットラジオを追加しているときに、MyRadioと香港人網は音楽番組「流行普選」、トーク番組「袁外之音」、サッカー番組「波政不分」「足你好運」を主持。
2010年9月（41歳）から、香港人網の深夜音楽番組「音楽猿人」とMyRadioのサッカー番組「智Goal無敵」を主持。
2012年（43歳）初めには、袁文傑とATVが正式契約終了。ATVとの17年の契約関係を終わり、Now TVに切り替えること。
2014年（45歳）、袁文傑とNow TVが正式契約終了。Now TVとの2年の契約関係を終わり、フリーランスに切り替えること。
2015年1月（46歳）には、それぞれ、2つの賞を得るために、グローバル広東ホスト競争、最も優勝に輝いたプラットフォームの種類に参加しています。
2016年（47歳）、袁文傑が署名したいと考えているTVB。

## 受賞歴
1993年
- 第2回ポリグラムカラオケモデルコンペティション優勝

2015年
- グローバルモデレータ広東選手権優勝
- ほとんどのグローバル広東ホスト競争プラットフォームの種類賞

## 出演

### テレビドラマ
- 情陷特區 飾 醫生（1991年）（「袁盛傑」の名義）
- 與郎共舞 飾 餐廳客人（1991年）（「袁盛傑」の名義）
- 灰網（1991年）（「袁盛傑」の名義）
- 皇家鐵馬 飾 阿明（Mick）（1992年）（「袁盛傑」の名義）
- 萬事勝意 飾 浩南（1997年）
- 肥貓正傳 飾 Aaron（1997年）
- 雪花神劍 飾 方兆南（1997年）
- 著數一族 飾 展仁（1997年）
- 我來自廣州 飾 馮翰英（1998年）
- 非常女警 飾 潘家勇（1999年）
- 縦横四海 飾 鍾小江（1999年）
- 英雄之廣東十虎 飾 黎仁超（1999年）
- 寶島春夢 飾 李大輝（2000年）
- 影城大亨 飾 許品天（2000年）
- 曲終情未了（2000年）
- 世紀之戰 飾 丁二野（2000年）
- 與狼共枕 飾 徐子康（2000年）
- 電視風雲 飾 周國友（2000年）
- 騷東坡 飾 宋神宗（2001年）
- 非常好警 飾 徐志德（2001年）
- 親子情未了 飾 陸國豪（2002年）
- 花田囍事 飾 卞　機（2003年）
- 萬家燈火 飾 余天成（2003年）
- 暴風型警 飾 楊志遠（2003年）
- 媽媽我真的愛你 飾 方四正（2004年）
- 異世驚情夢 飾 溫庭筠、葉世華（2004年）
- 我和殭屍有個約會III之永恆國度 飾 在劫居士（2004年）
- 爸爸兩邊走 飾 曾耀坤（2004年）
- 爸爸向前走 飾 曾耀坤（2005年）
- 情陷夜中環 飾 程萬豪（青年）（2005年）
- 喜有此理（2005年）
- 香港奇案實錄之老千計死人財 飾 李仲德（2006年）
- 情陷夜中環2 飾 齊震南（2006年）
- 靈舍不同 (第一集客串)（2007年）
- 十六不搭喜趣來 飾 成雄（2007年-2008年）
- 今日法庭之狂戀醫生 痴愛成禍（2008年）
- 今日法庭之失明保險騙案 飾 司徒銘（2008年）
- 香港Go Go Go 飾 劉亞朗（2010年-2011年）

### 映画
- 家有囍事 飾 家明（1992年）
- 唔憂嫁 飾 Lawrence（2011年）
- 香港踢入世界盃 飾 教練（2012年）

### バラエティ
- 1998夏日玉女競選決賽（1998年）
- 歐洲盃世界盃前奏（1998年）
- 世界盃（1998年）
- 亞姐準決賽騎呢Show（1998年）
- 咪當我細路（1998年）
- 急救香港（1998年）
- 全日本紅白偶像歌唱大賽（1999年）
- 永安旅遊真正旅遊嘅世界之北京番禺特輯（1999年）
- 下午T1T（1999年-2000年）
- 女人・Come（2000年）
- 中華演藝人才選拔賽（2000年）
- 愈食愈瘋狂（2000年-2001年）
- 十大電視廣告頒獎典禮（2001年）
- 國慶晚會（2001年）
- 豊衣足食（2002年）
- 萬水千山總是情（2002年）
- 十大電視廣告頒獎典禮（2002年）
- 基金2 – 投資家族（2002年）
- 夏日陽光美少女（2002年）
- 2002世界盃決賽（2002年）
- 國慶及煙花匯演（2002年）
- 四洲喜洋洋煙花匯演（2002年）
- 羊羊得意話新春（2002年）
- 香港各界歡迎楊利偉一行訪港晚宴（2003年）
- 林振強 – 千千闕歌（2003年）
- 下午麼麼茶（2003年-2005年）
- 解放軍慶祝回歸文藝晚會（2004年）
- 至IN至潮玩樂新體驗（2004年）
- 珀麗灣Ocean Front煙火除夕夜（2004年）
- 冷知識衝動（2005年）
- 萬事勝意煙花大匯演（2005年）
- 風山水起港半年（2005年）
- 十大電視廣告頒獎典禮（2005年）
- 張惠妹台灣夏日之旅（2005年）
- 金紫荊頒獎典禮（2005年）
- 2005亞洲先生競選（2005年）
- 亞姐競選特區賽區決賽（2005年）
- 2005亞姐競選總決賽（2005年）
- 藥膳天王（2005年）
- 非常新加坡：全新優游之旅（2005年）
- 亞洲電視節目巡禮（2005年-2006年）
- 從香港出發（2006年）
- 第一手真相（2006年-2007年）
- 解密中國奇景（2007年）
- 群星總動員（2007年-2008年）
- 電視風雲50年（2008年）
- 愛在異郷的季節（2008年）
- a料（2008年）
- 嘆盡全世界（2008年）
- 撐唱好調（2008年-2009年）
- 新春金牛行大運（2009年）
- 男人做晒（2009年-2010年）
- 康熙來了aTV（2009年）
- Cooking媽嫲（嘉賓）（2009年）
- aTV 2010亞洲電視節目巡禮（2009年）
- 財神到（2009年）
- 生活加油站（2010年-2011年）
- 2011 aTV節目巡禮（2010年）
- 人氣春晩・唱紅亞洲（2011年）
- 11點後特區（2011年）
- Eva會客室（2011年）
- 亞視邁向55周年經典回味（2011年-2012年）
- 操控音樂（2012年-2014年）
- 全球首家華語電視台-亞洲電視55周年曁香港回歸15周年慶典及晩會（2012年）
- 亞姐百人（2013年）
- 亞視光輝歳月 58周年台慶日（2015年）
- 萬千星輝睇多D（嘉賓）[4]（2016年）
- Sunday好戲王（嘉賓）（2016年）

### ラジオ
- 足你好運（2009年4月起，MyRadio和香港人網節目，現已完結）
- 波政不分（2009年5月起，香港人網節目，現已完結）
- 波政不分加時版（2009年7月，香港人網節目，現已完結）
- 流行普選（2009年5月起，香港人網節目，現已完結）
- 袁外之音（2009年8月起，香港人網節目，現已完結）
- 音樂猿人（2010年9月起，香港人網節目，現已完結）
- 智Goal無敵（2010年9月起，MyRadio節目，現已完結）
- 天下足球（2012年1月起，MyRadio節目，現已完結）
- 文傑足球地帶（2012年3月－4月，星滙網節目，現已完結，改為於熱血大球場節目逢星期一内播出）
- 兵工廠世界（2013年3月起，MyRadio節目，現已完結）
- 熱血大球場（2013年3月起，MyRadio節目，現已完結）
- 烈火 Zone D（2013年3月起，MyRadio節目，現已完結）

### CM
- 玉泉忌廉（1995年）
- Giordano
- 雀巣檸檬茶
- 歩歩通
- 法國婚紗
- 生力啤
- CHASE 信用咭
- M&M 朱古力
- 雄兵汽車防盗器

### PV
- 林子祥 - 最愛是誰（1992年）
- 陳明真 - 我用自己的方式愛你（1992年）
- 王靖雯 - Summer Of Love（1993年）
- 張衛健&黎姿 - 一串痴情一串涙（痴情）（1993年）
- 譚詠麟 - 最愛的你（1993年）
- 譚詠麟 - 亮了紅燈（1993年）
- 謝雷 - 多少柔情多少涙（1993年）
- 羅文 - 明日天涯（1993年）
- 葛蘭 - 説不出的快活（1993年）
- 王靖雯 - Miss You Night & Day（1993年）
- 王靖雯 - 巴黎塔尖（1993年）
- 王靖雯 - My Loneliness（1993年）
- 王馨平 - 夢裏縁份（1994年）
- 關淑怡 - 偸吻（1994年）
- 關淑怡 - 仍是那麼深愛你（1994年）
- 關淑怡 - 不必説愛我（1994年）
- 周慧敏 - 你還記得従前嗎（1994年）
- 草蜢&關淑怡&劉小慧&湯寶如 - 熱力節拍 Wou Bom Ba（1994年）
- 譚詠麟&關淑怡 - My Love（1994年）
- 陳昇&劉佳慧 - 北京一夜（1994年）
- 黎瑞恩 - 陽光路上（1994年）
- 黎明 - 春夏秋冬（1994年）
- 呉奇隆 - 再愛的衝動 / 蘇永康 - 讓我暖一些（1994年）
- 鄭秀文 - 叮噹（1994年）
- 許志安 - 想説（1994年）
- 周華健 - 孤枕難眠（1994年）
- 劉徳華 - 離開妳以後（1994年）
- 江希文 - Happy Girl（1994年）
- 黎姿 - 白恤衫（1994年）
- 周慧敏 - 留戀（1994年）
- 周華健 - 當天的心（1995年）
- 蘇慧倫 - 我不是一個人住（1995年）
- 趙学而 - 尋人（1997年）